# Norops tropidolepis
Norops tropidolepis är en ödleart som beskrevs av  George Albert Boulenger 1885. Norops tropidolepis ingår i släktet Norops och familjen Polychrotidae. Inga underarter finns listade i Catalogue of Life.